# Monique Bonnot
Pour les articles homonymes, voir Bonnot.
Monique Bonnot est une monteuse française.

## Biographie
Mère de la monteuse Françoise Bonnot, Monique Bonnot a collaboré à huit reprises avec Jean-Pierre Melville entre 1946 et 1967.

## Filmographie
Avec Jean-Pierre Melville
- 1946 : Vingt-quatre Heures de la vie d'un clown (court-métrage)
- 1950 : Les Enfants terribles
- 1955 : Bob le flambeur
- 1959 : Deux Hommes dans Manhattan
- 1962 : Le Doulos
- 1963 : L'Aîné des Ferchaux
- 1966 : Le Deuxième Souffle
- 1967 : Le Samouraï

Avec d'autres réalisateurs
- 1943 : Les Roquevillard de Jean Dréville
- 1946 : Le Visiteur de Jean Dréville
- 1947 : Paris au printemps de Jacques Loew (court métrage)
- 1947 :  Les Trois Cousines de Jacques Daniel-Norman
- 1948 : Erreur judiciaire de Maurice de Canonge
- 1962 : Adieu Philippine de Jacques Rozier
- 1962 : Un singe en hiver d'Henri Verneuil
- 1966 : Opération Opium (The Poppy is Also a Flower) de Terence Young
- 1969 : L'Arbre de Noël de Terence Young
- 1973 : Jeu de dames de Christian Lara